# 马里乌波尔市拉达

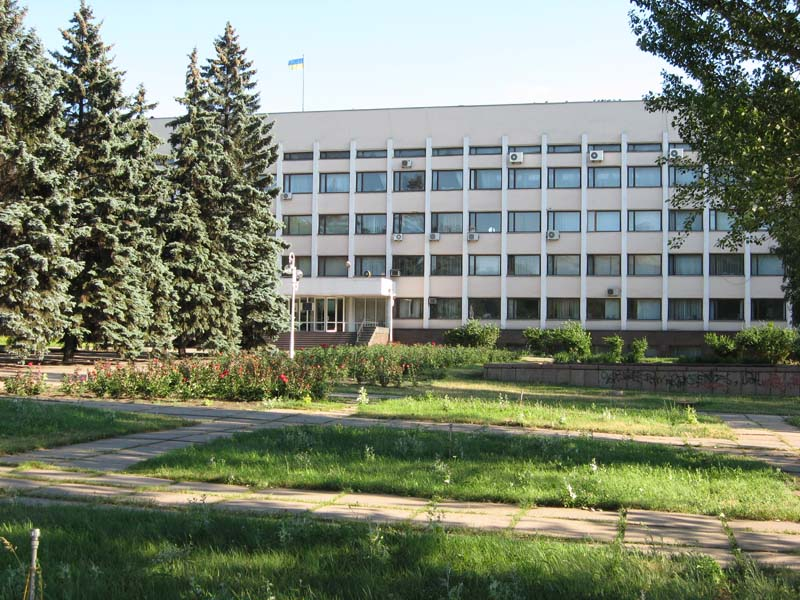
马里乌波尔市政厅

马里乌波尔市拉达（烏克蘭語：Маріупольська міська рада），是乌克兰顿涅茨克州的一个基层政权，行政中心是马里乌波尔。其对应的行政区划单位为马里乌波尔市镇。

## 组成
该市拉达由54名议员、一名秘书和一名主席组成。